# Jamie Clinch
Pas d'image ? Cliquez ici

b Matchs officiels uniquement.
James Daniel Clinch plus connu comme Jamie Clinch, né le 28 septembre 1901 à Clondalkin et mort le 1er mai 1981 à Dublin, est un joueur de rugby à XV qui a évolué avec l'équipe d'Irlande au poste de troisième ligne aile.

## Carrière
Il dispute son premier test match le 10 mars 1923 contre le pays de Galles. Son dernier test match est contre l'équipe d'Afrique du Sud le 19 décembre 1931. Jamie Clinch a remporté le Tournoi des cinq nations de 1926 et celui de 1927.

## Palmarès
- Vainqueur du Tournoi des Cinq Nations en 1926 et 1927

## Statistiques en équipe nationale
- 30 sélections en équipe nationale
- Sélections par années : 1 en 1923, 5 en 1924, 3 en 1925, 3 en 1926, 1 en 1927, 5 en 1928, 3 en 1929, 4 en 1930, 5 en 1931
- Tournois des Cinq Nations disputés: 1923, 1924, 1925, 1926, 1927, 1928, 1929, 1930, 1931